# Miyanku
Miyanku è un comune dell'Azerbaigian situato nel distretto di Masallı. Conta una popolazione di 1.278 abitanti.